# Kushner Real Estate Group
Kushner Real Estate Group ou KRE est une société américaine de promotion immobilière basée à Bridgewater dans le New Jersey. 
La société développe, possède et gère des propriétés dans tout le New Jersey, à New York et en Pennsylvanie, dont plus de 2 millions de pieds carrés (plus de 3,6 millions de m2) d’immeubles commerciaux et industriels et plus de 9 000 appartements. 7 000 appartements supplémentaires sont en construction.

## Histoire
KRE est fondée en 1979 sous le nom de SK Properties par Eugene Schenkman et Murray Kushner, le frère de Charles Kushner et l'oncle de Jared Kushner,.
La société est rebaptisée Kushner Real Estate Group en 2010. 
En juillet 2014, l'entreprise commence la construction de la première phase de Journal Squared, un développement résidentiel adjacent au centre de transport de Journal Square dans la ville de Jersey City. Le projet doit être construit en trois phases et est approuvé pour un total de 1 838 unités dont un bâtiment de 70 étages qui sera l'un des plus hauts bâtiments de Jersey City.
En mars 2017, la société acquiert un complexe locatif de 228 unités à Springfield dans le New Jersey en partenariat avec Avenue Realty Capital pour 70 millions de dollars. 
En août 2017, la société acquiert un complexe d'appartements de jardin de 439 unités à Plainsboro dans le New Jersey.

## Direction
L'actuel président du groupe est Jonathan Kushner, le fils de Murray Kushner et le cousin de Jared Kushner.

## Projets
KRE développe des projets immobiliers sur l’ensemble de la côte nord-est des États-Unis dont plusieurs à Jersey City.